# برادران هیوز
آلبرت هیوز (به انگلیسی: Albert Hughes) و آلن هیوز (به انگلیسی: Allen Hughes) (متولد ۱ آوریل ۱۹۷۲) که با عنوان برادران هیوز شناخته می‌شوند، کارگردان، تهیه‌کننده و فیلم‌نامه‌نویس ارمنی‌تبار آمریکایی هستند.

## فیلمشناسی

### سینمایی
- تهدیدی برای جامعه (۱۹۹۳)
- رئیس‌جمهورهای مرده (۱۹۹۵)
- جاکش آمریکایی (۱۹۹۹) – مستند
- از جهنم (۲۰۰۱)
- کتاب الی (۲۰۱۰)
- شهر ویران (۲۰۱۳) – تنها آلن هیوز
- آلفا (۲۰۱۸)

### فیلم کوتاه
- نیویورک، دوستت دارم (۲۰۰۹) – تنها آلن هیوز

### تلویزیونی
- شوالیه‌های جنوب برانکس (۲۰۰۵) – تنها آلن هیوز

### نماهنگ
- توپاک - Hit Em Up]][۲][۳]